# Râul Sărata, Meleș
Râul Sărata este un curs de apă, afluent al Meleșului. 